# Armen Giulbudaghianc
Armen Giulbudaghianc, orm. Արմեն Գյուլբուդաղյանց, ros. Армен Ишханович Гюльбудагянц, Armen Iszchanowicz Giulbudagianc (ur. 19 grudnia 1966 w Kirowakanie, Armeńska SRR) – ormiański piłkarz, grający na pozycji pomocnika, trener piłkarski.

## Kariera piłkarska

### Kariera klubowa
W 1983 rozpoczął karierę piłkarską w Spartaku Hoktemberjan. Po 3 letniej przerwie powrócił w 1988 do Spartaka. Potem występował w klubach Lori Kirowakan, Ararat-2 Erywań i Bananc Kotajk. W sezonie 1994/95 bronił barw libańskiego Homenmenu Bejrut, w którym zakończył karierę piłkarza.

### Kariera reprezentacyjna
16 lipca 1994 debiutował w narodowej reprezentacji Armenii w meczu towarzyskim z Maltą, ale był to jego jedyny występ.

## Kariera trenerska
Po zakończeniu kariery piłkarza rozpoczął pracę szkoleniowca. Najpierw w 1999 pomagał trenować Cement Ararat, a w 2000 roku Dinamo Erywań. W 2001 stał na czele Banancu Erywań, w którym pracował do 30 kwietnia 2003. Również pracował z młodzieżową i juniorską reprezentację Armenii. W połowie 2007 objął prowadzenie Pjunika Erywań, którym kierował do czerwca 2008. Jesienią 2008 powrócił do Banancu, z którym pracował do jesieni 2009. Podczas przerwy letniej sezonu 2010 po zwolnieniu Warużana Sukiasjana został głównym trenerem Impulsu Diliżan. W czerwcu 2013 opuścił Impuls. W październiku 2013 został mianowany na głównego trenera debiutanta ekstraklasy Alaszkert Erywań, a w sierpniu 2014 został zwolniony z zajmowanego stanowiska.

## Sukcesy i odznaczenia

### Sukcesy piłkarskie
Bananc Kotajk
- brązowy medalista Mistrzostw Armenii: 1992, 1993
- zdobywca Pucharu Armenii: 1992

### Sukcesy trenerskie
Pjunik Erywań
- mistrz Armenii: 2007, 2008
- zdobywca Superpucharu Armenii: 2007

Bananc Erywań
- wicemistrz Armenii: 2006
- finalista Pucharu Armenii: 2009

Impuls Diliżan
- finalista Pucharu Armenii: 2011/12